# Tylice (Zgorzelec)
Tylice (deutsch: Thielitz) ist ein Ort Landgemeinde Zgorzelec im Powiat Zgorzelecki der Woiwodschaft Niederschlesien in Polen.

## Geografie
Tylice liegt im Tal des Rothwassers, das mäandernd durch den Ort fließt. Im Norden der Ortschaft befindet sich der Winna Góra (Weinberg). Er ist 231,6 m n.p.m. hoch. Er erhebt sich damit knapp 30 Meter über dem Rothwassertal, das die Erhebung westlich tangiert. Durch Tylice führt die Straße von Zgorzelec (Görlitz-Ost) nach Kunów (Kuhna).

## Geschichte
Um 800 v. Chr. wurde auf dem Weinberg mit dem Bau einer Burganlage mit Schanzen und Wohnstätten begonnen. Funde auf dem Bergplateau aus dem Jahr 1930 lassen auf eine Art Höhenfestung schließen, die wahrscheinlich auch einen Wartturm besaß. Vom Turm aus wurde vermutlich mit Lichtsignalen mit den benachbarten Wehranlagen, zum Beispiel auf der Landeskrone kommuniziert.
Das Dorf wurde von Sorben gegründet und später von Deutschen besiedelt. 1408 erschien Tylice unter der Bezeichnung Deelitz, 1414 als Telitz und 1449 als Telcz in den Chroniken. Im Jahr 1795 erwarb ein Ritter den kleinen Bauernhof am südlichen Ortsrand bei Kuhna. Die Ritterfamilie baute es im Laufe der Zeit zu einem beträchtlichen Gut im fränkischen Stil aus. Zu größerer Bekanntheit kam die Ortschaft durch das Naturbad Thielitzer Mühle und seine Fachwerkbebauung. Die Mühle stammte aus dem Jahr 1680, brannte jedoch 1927 bis auf die Grundmauern nieder. Der Görlitzer Albert Schubert errichtete 1929 ein neues Gasthaus – die Gaststätte Zur Thielitzer Mühle. 1931 entstand ein Strandbad mit einem großzügigen, runden Garten. Das Lokal und das Bad waren einst ein beliebtes Ausflugsziel für die Görlitzer Bevölkerung. Nach dem Ende des Zweiten Weltkrieges fielen die Gebiete östlich der Lausitzer Neiße an Polen. Nach 1945 entstanden an der Straße nach Zgorzelec mehrere Wohnblocks in Plattenbauweise.
Nach der Jahrtausendwende wurde die alte Gastwirtschaft wieder saniert und eröffnet. Im gleichen Zeitraum entstand auch erstmals eine Kirche in dem Ort. Sie dient der katholischen Gemeinde und ist Teil der Pfarrei (polnisch: parafia Matka Boża Łaskawa) aus dem benachbarten Zgorzelecer Stadtteil Ujazd (Görlitz-Moys).